# Kollertshof
Kollertshof ist ein Weiler und ein Gemeindeteil der Gemeinde Schönau an der Brend im unterfränkischen Landkreis Rhön-Grabfeld in Bayern.
Die wichtigsten Einnahmefaktoren sind Landwirtschaft und Tourismus. In der Nähe zum Weiler liegt die Einöde Schleppermühle. Unmittelbar beim Weiler liegt eine Furt, über die man die Brend durchlaufen kann.